# Hopewell (Terra Nova e Labrador)
Hopewell foi uma pequena vila localizada ao sudoeste de St. John's.
A vila tinha uma população de 221 habitantes em 1956.